# The Head on the Door
The Head on the Door – szósty album studyjny brytyjskiego zespołu The Cure wydany w 1985 roku.

## Historia płyty
Album został wydany po powrocie do The Cure Simona Gallupa i Porla Thompsona (Thompson miał pewien wkład w nagrywaniu The Top, ale nie był wtedy oficjalnym członkiem zespołu). Jest to pierwsza płyta The Cure z perkusistą Borisem Williamsem, który skończył w tamtym czasie pracę z Thompson Twins. Specjalny gość, Ron Howe z Fools Dance, zagrał na saksofonie w piosence "A Night Like This".

## Ponowne wydanie w 2006 roku
Album został ponownie wydany 8 sierpnia 2006 roku w Stanach Zjednoczonych oraz 14 sierpnia tego samego roku w Wielkiej Brytanii. Został cyfrowo zremasterowany. Pierwszy dysk zawiera oryginalny album, natomiast drugi dysk zawiera dema (m.in. cztery b-side’y – "The Exploding Boy", "A Few Hours After This", "A Man Inside My Mouth" i "Stop Dead"), koncertowe nagrania oraz cztery niepublikowane wcześniej utwory. Wszystkie piosenki z oryginalnego albumu są zawarte na drugim dysku jako demo lub nagranie z koncertu.

## Lista utworów
Wszystkie piosenki napisane przez Roberta Smitha.

### Oryginalne wydanie
1. "In Between Days" – 2:57
2. "Kyoto Song" – 4:16 wyprodukowane przez Smitha, Allena i Howarda Graya
3. "The Blood" – 3:43
4. "Six Different Ways" – 3:18
5. "Push" – 4:31 wyprodukowane przez Smitha, Allena i Graya
6. "The Baby Screams" – 3:44
7. "Close to Me" – 3:23
8. "A Night Like This" – 4:16
9. "Screw" – 2:38
10. "Sinking" – 4:57

### Ponowne wydanie

#### Pierwszy dysk
Oryginalny album, jak wyżej

#### Drugi dysk
1. "Inbetween Days" (instrumentalne demo) – 1:25
2. "Inwood" (instrumentalne demo) – 2:18
3. "Push" (instrumentalne demo) – 2:31
4. "Innsbruck" (instrumentalne demo) – 2:37
5. "Stop Dead" (demo) – 3:21
6. "Mansolidgone" (demo) – 4:06
7. "Screw" (demo) – 3:09
8. "Lime Time" (demo) – 2:56
9. "Kyoto Song" (demo) – 4:28
10. "A Few Hours After This..." (demo) – 4:36
11. "Six Different Ways" (demo) – 3:00
12. "A Man Inside My Mouth" (demo) – 3:00
13. "A Night Like This" (demo) – 4:08
14. "The Exploding Boy" (demo) – 3:06
15. "Close to Me" (demo) – 4:03
16. "The Baby Screams" (koncertowe nagranie) – 3:46
17. "The Blood" (koncertowe nagranie) – 3:34
18. "Sinking" (koncertowe nagranie) – 5:06

## Twórcy

### The Cure
- Robert Smith – śpiew, gitara, instrumenty klawiszowe
- Laurence Tolhurst – instrumenty klawiszowe
- Porl Thompson – gitary, instrumenty klawiszowe
- Simon Gallup – gitary basowe
- Boris Williams – perkusja, instrumenty perkusyjne

### Dodatkowi twórcy
- Ron Howe – saksofon w "A Night Like This"

## Notowania na listach muzycznych
Album
| Rok  | Notowanie                                | Pozycja |
| ---- | ---------------------------------------- | ------- |
| 1985 | The Billboard 200 (Stany Zjednoczone)    | 59      |
| 1985 | Notowania brytyjskich albumów muzycznych | 7       |
| 1986 | Francja Top 50                           | 6       |
| 1985 | Niemcy Top 40                            | 15      |
| 1985 | Szwajcaria Top 40                        | 14      |
| 1985 | Szwecja Top 40                           | 24      |

Single
| Rok  | Singel                | Notowanie                                               | Pozycja |
| ---- | --------------------- | ------------------------------------------------------- | ------- |
| 1985 | "In Between Days"     | Billboard Hot Dance Music/Club Play (Stany Zjednoczone) | 39      |
| 1985 | "In Between Days"     | Billboard Hot 100 (Stany Zjednoczone)                   | 99      |
| 1985 | "In Between Days"     | Wielka Brytania Top 40                                  | 15      |
| 1986 | "In Between Days"     | Francja Top 50                                          | 23      |
| 1985 | "Close to Me"         | Wielka Brytania Top 40                                  | 24      |
| 1986 | "Close to Me"         | Francja Top 50                                          | 17      |
| 1986 | "Close to Me"         | Billboard Hot Dance Music/Club Play (Stany Zjednoczone) | 32      |
| 1991 | "Close to Me (remix)" | Billboard Hot 100 (Stany Zjednoczone)                   | 97      |

## Certyfikacje
| Organizacja              | Rodzaj         | Data           |
| ------------------------ | -------------- | -------------- |
| BPI – Wielka Brytania    | złota płyta    | 9 grudnia 1985 |
| RIAA – Stany Zjednoczone | złota płyta    | 18 marca 1991  |
| SNEP – Francja           | 2x złota płyta | 1986           |